# Marie Åsberg
Marie Åsberg Skjöldebrand, född Strimme 7 januari 1938, är en svensk psykiatriker och professor emerita vid Karolinska institutet. Hon arbetar framförallt med behandlingsforskning och är känd för sin roll i införandet av diagnosen utmattningssyndrom samt för framtagandet av skattningsskalan Montgomery–Åsberg Depression Rating Scale (MADRS) för depressionssymptom.

## Biografi
Marie Åsberg, vars mor arbetade som medicinsk sekreterare, hade redan tidigt bestämt sig för att bli läkare. Efter gymnasiet påbörjade hon studier vid Karolinska institutet och blev den första i sin släkt med akademisk examen när hon blev medicine licentiat 1965.
Hon har forskat vid Karolinska institutet om depressioner och självmordsförebyggande verksamhet sedan 1960-talet samt disputerade 1973 med Börje Cronholm som handledare på en avhandling om depressionsbehandling med Nortriptylin. Hon utnämndes till docent i psykiatri vid Karolinska Institutet 1974. Därefter undersökte hon olika biomarkörer för depression och fann en koppling mellan låga nivåer av serotonin och självmord. Åsberg var med och organiserade en särskild mottagning på Karolinska sjukhuset för självmordsbenägna patienter.
Åsberg utnämndes 1982 till professor i psykiatri vid Karolinska institutet och samtidigt överläkare vid Karolinska sjukhuset. Samma år var hon med och tog initiativ till att diagnosmanualen DSM översattes till svenska. Mellan 1989 och 1992 var hon ordförande för Svenska Psykiatriska Föreningen. I början av 1990-talet var hon bland dem som förordade införandet av dialektisk beteendeterapi (DBT) för att komma åt den ökade suicidrisken hos patienter med borderline. År 1993 var hon med och startade Skip-projektet, ett samarbete mellan Karolinska institutet och Stockholms läns landsting för att hjälpa kvinnor som gjort upprepade självmordsförsök. Samma år utsågs hon till prefekt vid instutitionen för klinisk neurovetenskap (KI). Hennes arbeten under 1990-talet ledde till framtagandet av en internationellt spridd skattningsskala för depressionssymptom, Montgomery–Åsberg Depression Rating Scale (MADRS). Åsberg var en av medlemmarna i utbildningsminister Carl Thams beredning inför den forskningspolitiska propositionen hösten 1995. Samma år valdes hon in i styrelsen för Medicinska forskningsrådet.
Upptakten till arbetet med diagnosen utmattningssyndrom skedde 1998 när Åsberg och kollegan Åke Nygren noterade en ökning av antalet sjukskrivna för depression, bland kunder hos ett av de större försäkringsbolagen. Patienterna sjukdomsbild tedde sig olik klassisk depression: symtom som trötthet, minnessvårigheter och nedsatt fokus dominerade och flera av patienterna härledde sina besvär till arbetssituationen. Därefter användes på förslag av Marie Åsberg benämningen utmattningsdepression och 2002 fick Åsberg av Socialstyrelsens generaldirektör Kerstin Wigzell uppdraget att göra en litteraturöversikt om tillståndet. Sedan 2003 används istället begreppet utmattningssyndrom, vars ställning som diagnos samma år fick stöd hos Socialstyrelsen som publicerade faktaboken Utmattningssyndrom: stressrelaterad psykisk ohälsa.
Under 00-talet ledde Åsberg arbetet med det digitala utbildningsverktyget Psyk-E bas med information om psykiatriska diagnoser för personal i socialtjänst och psykiatri. Hon ledde tillsammans med Björn Mårtensson en statlig utvärdering av depressionsbehandling, vars slutbetänkande publicerades 2005. Hon ledde ett stort forskningsprojekt kring psykoterapi för självmordsnära kvinnor med borderline personlighetsstörning.
Som översättare har hon arbetat med att översätta Carl von Linnés reseberättelser från Gotland och Öland till engelska.
Marie Åsberg var gift med Lennart Skjöldebrand (1918–1983) från 1977 och till dennes död.

## Utmärkelser
- 1973 – Engelska Linnésällskapets medalj, för arbetet med översättningarna[16]
- 2002 – Ingvarpriset, för arbetet med MADRS